# 2656 Евенкія
2656 Евенкія (2656 Evenkia) — астероїд головного поясу, відкритий 25 квітня 1979 року.
Тіссеранів параметр щодо Юпітера — 3,617.